# Energiehandvestverdrag
Het energiehandvestverdrag (Engels: Energy Charter Treaty of ECT) is een handelsverdrag dat integratie tussen verschillende energiemarkten moet bevorderen en zekerheid moet bieden aan investeerders. Het moet daarmee de leveringszekerheid van energie vergroten. Het is een juridisch bindend verdrag dat in 1998 in werking trad. Het is in 2019 door 53 landen of organisaties ondertekend. Het energiehandvestverdrag is het enige omvangrijke multilaterale verdrag binnen de energiesector en het grootste multilaterale verdrag voor investeringsbescherming ter wereld. De Europese Unie, alsmede de meeste Europese landen, hebben het energiehandvestverdrag ondertekend en geratificeerd. Sommige landen, waaronder Noorwegen en Rusland, hebben het verdrag wel ondertekend, maar niet geratificeerd.
Het energiehandvestverdrag is een uitwerking van het in 1991 opgestelde Europese energiehandvest. In 2015 is er in Den Haag een nieuw handvest opgesteld, het internationale energiehandvest. In dit handvest wordt hernieuwbare energie benadrukt, het heeft echter geen juridisch bindende status.

## Geschiedenis

### Het Europese energiehandvest
De voorloper van het verdrag, het Europese energiehandvest uit 1991 (Engels: European Energy Charter) had als doel de integratie van de energiemarkten van Oost-Europa met die van West-Europa, na het ineenstorten van de Sovjet-Unie. Na de val van het IJzeren Gordijn en het einde van de Koude Oorlog in 1989 werden voorheen strikt gescheiden economische markten in Europa voor elkaar opengesteld. Ook op het gebied van energie werd geconstateerd dat onderlinge samenwerking voor de betrokken partijen voordelig zou zijn, en dat hier een gemeenschappelijke basis voor gelegd moest worden. In juni 1990 stelde de Nederlandse minister-president Ruud Lubbers tijdens een bijeenkomst van de Europese Commissie in Dublin voor om een Europese energiegemeenschap te creëren. Dit leidde in december 1991 tot het ondertekenen van het Europese energiehandvest in Den Haag door de eerste landen.
Het Europese energiehandvest is inmiddels door 66 landen of partijen ondertekend (2019), waarvan de recentste Tsjaad en Niger (2015) zijn. Ook onder meer de Verenigde Staten, Canada en Australië hebben het handvest ondertekend, evenals de EU en atoomenergiegemeenschap Euratom. Het Europese energiehandvest heeft de vorm van een politieke verklaring waarin men de principes voor internationale samenwerking op het gebied van energie onderschrijft, gebaseerd op een onderling belang bij leveringszekerheid van energie en duurzame ontwikkeling. Het is echter geen juridisch bindend verdrag; het ondertekenen ervan is tegenwoordig de eerste noodzakelijke stap op weg naar toetreding tot het energiehandvestverdrag. Ondertekenaars krijgen de status van waarnemer bij het besluitvormend orgaan van het energiehandvestverdrag: de Conferentie inzake het energiehandvest.

### Het energiehandvestverdrag
In 1994 werd in Lissabon een vervolgdocument opgesteld; het energiehandvestverdrag. Dit verdrag stelt regels voor energiehandel, energiedoorvoer, investeringsbescherming en investeerder-staatarbitrage. Er werd in de context van de toenemende onderlinge afhankelijkheid tussen importeurs en exporteurs van energie vastgesteld dat een juridisch bindend multilateraal instrument een evenwichtiger en efficiënter kader schept dan meerdere bilaterale of niet-juridisch bindende overeenkomsten. Het hoofddoel van het energiehandvestverdrag is het creëren van een gelijk speelveld met regels die door alle deelnemende overheden worden nageleefd, zodat deze wettelijke zekerheid de risico’s voor internationale investeringen en handel in energie verkleinen. Het is bedoeld om de energiezekerheid te bevorderen door de werking van meer open en concurrerende energiemarkten, met inachtneming van de beginselen van duurzame ontwikkeling en soevereiniteit over eigen energiebronnen.
In april 1998 trad het verdrag officieel in werking, tegelijkertijd met het Protocol voor energie-efficiëntie en daarmee samenhangende milieuaspecten. Het verdrag is ondertekend door 53 landen of organisaties (2019). Een aantal ondertekenaars, waaronder Rusland en Australië, hebben het verdrag echter nooit geratificeerd.

### Het Protocol voor energie-efficiëntie en daarmee samenhangende milieuaspecten
Het protocol voor energie-efficiëntie en daarmee samenhangende milieuaspecten (Engels: The Protocol on Energy Efficiency and Related Environmental Aspects (PEEREA)) werd in 1994 gelijktijdig met het energiehandvestverdrag ondertekend, en trad eveneens gelijktijdig in 1998 in werking. In het Europese energiehandvest en het energiehandvestverdrag wordt reeds aandacht besteed aan energie-efficiëntie en de positieve effecten die dit op het milieu kan hebben. In het verdrag wordt van de ondertekenaars vereist dat zij de impact op het milieu door energieverbruik minimaliseren op een economisch efficiënte manier. Het protocol werkt dit verder uit met de vereiste dat deelnemende landen heldere beleidsdoelen opstellen voor het vergroten van de energie-efficiëntie en het verminderen van de impact op het milieu door energieopwekking en -gebruik. Het biedt deelnemende landen ook mogelijkheden om onderling kennis en ervaringen op dit gebied uit te wisselen.

### Wijziging handelsbepalingen
De bepalingen inzake handel uit het energiehandvestverdrag waren oorspronkelijk gebaseerd op de Wereldovereenkomst voor Tarieven en Handel. Toen deze overeenkomst in 1995 werd vervangen door de Wereldhandelsorganisatie, werd in 1998 ook het energiehandvestverdrag hiermee in lijn gebracht. Deze aanpassingen zijn in 2010 in werking getreden.

### Het internationale energiehandvest
In het licht van de wereldwijde uitdagingen op het gebied van energie in de 21e eeuw, waaronder de energietransitie en de groeiende energievraag in opkomende economieën, is het internationale energiehandvest (Engels: International Energy Charter) opgesteld. Deze politieke verklaring zonder bindende juridische of financiële verplichtingen werd in mei 2015 door meer dan 70 landen formeel aangenomen en ondertekend op een ministeriële conferentie, die door de Nederlandse overheid in Den Haag werd georganiseerd. Dit handvest is opgesteld met het doel wederzijds voordelige samenwerking voor de ontwikkeling van leveringszekerheid en duurzaamheid van energie te bevorderen.

## Conferentie inzake het energiehandvest
In het energiehandvestverdrag is vastgesteld dat alle leden regelmatig bijeenkomen in de Conferentie inzake het energiehandvest (Engels: Energy Charter Conference). Ieder lid mag één vertegenwoordiger sturen. Tijdens de bijeenkomsten wordt het beleid van het energiehandvest en aanverwante overeenkomsten bepaald en gehandhaafd. Het voorzitterschap wisselt ieder jaar. Onder de Conferentie vallen verschillende ondersteunende of adviserende organen, ieder met een specifieke focus en rapporterend aan de Conferentie.
Het secretariaat is gevestigd in Brussel, waar het een assisterende en uitvoerende rol vervult voor de Conferentie en de ondersteunende of adviserende organen.

## Bepalingen

### Investeringsbescherming
Het besluit om in een land te investeren hangt in hoge mate af van de veronderstelde risico’s die een investering in een bepaald land met zich meebrengen. Wanneer deze risico’s hoog zijn, zal men niet of alleen bij zeer hoge verwachte opbrengsten tot een investering overgaan. Het energiehandvestverdrag heeft als doel deze risico’s te verminderen, zodat er meer geïnvesteerd wordt in deelnemende landen, ten voordele van zowel deze landen als de investeerders.
Buitenlandse investeerders worden onder het energiehandelsverdrag beschermd tegen politieke risico’s zoals discriminatie, onteigening, nationalisering, contractbreuk, door oorlog geleden schade en onrechtmatige beperkingen op de transactie van gelden.
De structuur van nationale energiemarkten, het nationale energiebeleid of de openstelling voor buitenlandse investeringen worden niet door het verdrag voorgeschreven. Ook het nationale systeem van eigendom van grondstoffen, en de mate waarin grondstoffen ter beschikking worden gesteld, wordt aan de deelnemende landen zelf overgelaten.

### Handel en vrije energiedoorvoer
De handelsbepalingen in het energiehandvestverdrag zijn in lijn met de algemene handelsregels van de Wereldhandelsorganisatie (WTO). Dit betekent dat deelnemende landen die niet bij de Wereldhandelsorganisatie zijn aangesloten, wel op het gebied van energie deze regels volgen. Sommige gebieden, waaronder handel in diensten of intellectueel eigendomsrecht, worden in tegenstelling tot bij WTO niet in het verdrag behandeld. Op twee specifiek voor de energiesector van belang zijnde gebieden zijn juist aanvullende bepalingen opgesteld. Deze gebieden zijn investeerdersbescherming en energiedoorvoer. Zo verplichten de verdragsluitende partijen zich om de vrije doorvoer van energie (bijvoorbeeld door pijpleidingen) niet te blokkeren of onderbreken en hier een nationaal en niet-discriminatoir beleid voor te voeren.

### Energie-efficiëntie en milieu
Het energiehandvestverdrag vereist dat alle ondertekenaars op een kosteneffectieve manier nadelige milieueffecten van energieverbruik minimaliseren. Dit is verder uitgewerkt in het Protocol voor energie-efficiëntie en daarmee samenhangende milieuaspecten. Middels de energie-efficiëntiegroep (Engels: Energy Efficiency Group), een instituut onder de Conferentie inzake het energiehandvest, worden beleid, wetgeving en andere maatregelen die energie-efficiëntie bevorderen besproken en worden ervaringen tussen leden uitgewisseld. De nadruk bij dit onderdeel van het verdrag ligt zodoende op kennisuitwisseling en op hoe deze politieke toewijding in de praktijk kan worden uitgewerkt.

### Geschillen
De bepalingen in het energiehandvestverdrag zijn overwegend juridisch bindend, daarom zijn er ook regels voor arbitrage opgezet. Er zijn twee basisvormen voor het beslechten van geschillen over aangelegenheden die onder het energiehandvestverdrag vallen: ad-hoc-arbitrage voor geschillen tussen verdragsluitende partijen over de interpretatie of toepassing van bijna alle aspecten van het verdrag (met uitzondering van concurrentie- en milieukwesties) en investeringsarbitrage voor geschillen tussen een investeerder en een verdragsluitende partij (investeerder-staatarbitrage of Investor State Dispute Settlement (ISDS)).
Er worden door het secretariaat van het energiehandvest ondersteunende diensten geboden, waaronder bemiddeling. Voor het beslechten van een geschil kan gekozen worden voor het volgen van de procedurele reglementen van een van de volgende instituten:
- Het Internationaal Centrum voor Beslechting van Investeringsgeschillen ("ICBI", beter gekend onder de Engelse afkorting "ICSID"), onderdeel van de Wereldbank.
- De Commissie voor internationaal handelsrecht van de Verenigde Naties (UNCITRAL)
- Het arbitrage-instituut van de Kamer van Koophandel in Stockholm (Stockholm Chamber of Commerce, SCC).

#### Statistieken
Investeerder-staatarbitragezaken die zich beroepen op het energiehandvestverdrag zijn niet standaard openbaar. Er zijn in totaal 128 ECT-arbitragezaken publiek bekend (oktober 2019). Hieronder volgen over deze 128 zaken enkele statistieken.
De meeste arbitragezaken vonden plaats in 2013 (16) en 2015 (30).
| Periode     | Aantal investeringsgeschillen |
| ----------- | ----------------------------- |
| 2001 - 2005 | 11                            |
| 2006 - 2010 | 18                            |
| 2011 - 2015 | 66                            |
| 2016 - 2019 | 33                            |

Spanje (46), Italië (11), Tsjechië en Turkije (7) zijn de meest gedaagde landen onder ECT. Duitsland (70), Nederland (30) en Luxemburg (27) waren de landen met het hoogste aantal eisers (rechtspersonen of natuurlijke personen in bezit van de betreffende nationaliteit of een permanent verblijfsadres). Het merendeel van de arbitragezaken werd aangespannen vanuit EU-lidstaten tegen andere EU-lidstaten (intra-EU).
De meeste arbitragezaken hadden betrekking op investeringen in hernieuwbare energie.
| Energiebron         | Aantal arbitragezaken |
| ------------------- | --------------------- |
| Fossiel             | 41                    |
| Hernieuwbaar        | 76                    |
| Nucleair            | 5                     |
| Niet gespecificeerd | 6                     |

Van de aanklagers werd 83% gevormd door MKB of fondsen, het overige deel bestond uit individuele investeerders (9.45%) of het grootbedrijf (7.55%). Met 92% ging het in de meeste gevallen om private investeerders, in 8% ging het om staatsbedrijven.
| Type aanklager           | Aantal | Percentage |
| ------------------------ | ------ | ---------- |
| Onderneming              | 174    | 64%        |
| Holding                  | 34     | 13%        |
| Investeringsfonds        | 32     | 12%        |
| Individuele investeerder | 25     | 9%         |
| Bank                     | 6      | 2%         |

Uitspraken en aanklachten
De artikelen uit het energiehandvestverdrag waarop (in 55 beschouwde openbare zaken) het meest beroep is gedaan zijn het artikel voor gelijke en eerlijke behandeling (24,6%), het artikel tegen onredelijke of discriminatoire maatregelen (18%) en/of het artikel tegen indirecte onteigening (14,7%). De meeste arbitragezaken volgden de procedurele regels van ICSID (82), gevolgd door SCC (24) en UNCITRAL (24).
Van de 128 publiek bekende zaken is per oktober 2019 in 54 gevallen een uitspraak gedaan. Hierbij werd in 43% van de zaken een overtreding vastgesteld en een schadevergoeding toegekend. Beschouwd over 29 van deze zaken waarover voldoende informatie beschikbaar is, werd in het merendeel van de gevallen een gebrek aan eerlijke en gelijke behandeling geconstateerd (61%). Daarna was indirecte onteigening (12%) de meest toegekende aanklacht.
Het hoogst bekende toegekende schadebedrag in een arbitragezaak onder ECT is 50 miljard Amerikaanse dollar in drie samengevoegde aanklachten tegen de Russische staat (rondom de faillissementsverklaring van olieconcern Yukos).

## Ondertekenaars

### Ondertekenaars van het energiehandvestverdrag[2]
| - Afghanistan - Albanië - Armenië - Australië* - Azerbeidzjan - België - Bosnië en Herzegovina - Bulgarije - Cyprus - Denemarken | - Georgië - Estland - Europese Unie - Finland - Frankrijk - Duitsland - Griekenland - Hongarije - Ierland - IJsland | - Japan - Jemen - Jordanië - Kazachstan - Kirgizië - Kroatië - Letland - Liechtenstein - Litouwen - Luxemburg | - Malta - Moldavië - Mongolië - Montenegro - Nederland - Noord-Macedonië - Noorwegen* - Oekraïne - Oostenrijk - Oezbekistan | - Polen - Portugal - Roemenië - Rusland* - Slovenië - Slowakije - Spanje - Tadzjikistan - Tsjechië - Turkije | - Verenigd Koninkrijk - Wit-Rusland** - Turkmenistan - Zweden - Zwitserland |

* Hebben het verdrag wel ondertekend, maar niet geratificeerd.
** Hebben het verdrag niet geratificeerd, maar passen het voorlopig toe.

### Opzeggingen
Italië heeft in 2016 als enige land het energiehandvestverdrag verlaten.
In februari 2023 heeft de Europese Commissie aanbevolen dat de EU volledig uit het verdrag zou stappen, omdat het in zijn huidige vorm onverenigbaar is met het Europese klimaatbeleid. Het Europees Parlement bekrachtigde in april 2024 dit voorstel om het verdrag op te zeggen. De goedkeuring van het Parlement was vereist, zodat de Europese Raad het besluit met gekwalificeerde meerderheid kan aannemen.

### Waarnemers in de Conferentie inzake het energiehandvest[13]
Ondertekenaars van het Europese energiehandvest of het Internationale energiehandvest verkrijgen de waarnemersstatus.
| - Bangladesh - Benin - Burkina Faso - Burundi - Cambodja - Canada - Chili - China - Colombia - Gambia | - Guatemala - Guyana - Indonesië - Irak - Iran - Italië - Kenia - Mali - Mauritanië - Marokko | - Niger - Nigeria - Oeganda - Pakistan - Palestina - Panama - Rwanda - Senegal - Servië - Sierra Leone | - Swaziland - Syrië - Tanzania - Tsjaad - Verenigde Arabische Emiraten - Verenigde Staten - Vietnam - Zuid-Korea |

Behalve landen hebben ook verschillende internationale organisaties waarnemersstatus bij de Conferentie inzake het energiehandvest, hetzij door ondertekening van een handvest, hetzij op uitnodiging van de Conferentie. Dit zijn organisaties zoals de Oost-Afrikaanse Gemeenschap, de Wereldbank, de Wereldhandelsorganisatie en het Internationaal Agentschap voor hernieuwbare energie.

## Nederland
In 2021 is, voor zover openbaar bekend, voor het eerst een arbitragezaak aangespannen onder ECT tegen de Nederlandse Staat, door het Duitse energiebedrijf RWE. Daarnaast zijn er tot 2020 voor 30 geschillen claims ingediend jegens andere staten door natuurlijke- of rechtspersonen met de Nederlandse nationaliteit.

### Arbitragezaken tegen de Nederlandse Staat
Sinds de ondertekening van het energiehandvestverdrag in 1994 is eenmaal een aanklacht ingediend tegen de Nederlandse Staat, in februari 2021. Dit betreft een arbitragezaak aangespannen door Duitse energieproducent RWE, waarin een schadevergoeding wordt geëist van de Staat. Er is daarbij gekozen voor het tribunaal van ICSID (Internationaal Centrum voor Beslechting van Investeringsgeschillen), gevestigd in Washington D.C. en onderdeel van de Wereldbank. RWE is eigenaar van een in 2015 geopende kolencentrale in de Eemshaven, Groningen. Door de in 2019 aangenomen Nederlandse wet die het verstoken van kolen voor het opwekken van elektriciteit per 2030 verbiedt, dreigt gedwongen sluiting (indirecte onteigening) van de Eemshavencentrale ruim voor het aflopen van de economische levensduur. In de wet is hiervoor geen financiële compensatie opgenomen. Enkele van de voornaamste discussiepunten binnen dit geschil betreffen de voorzienbaarheid van de overheidsmaatregel ten tijde van het investeringsbesluit, de mogelijkheid om de centrale geschikt te maken voor een andere brandstof (technisch/financieel) en de mogelijkheid om de investering terug te verdienen binnen de geboden overgangsperiode van tien jaar.

### Arbitragezaken ingediend vanuit Nederland
Er zijn meerdere arbitragezaken gestart door natuurlijke- of rechtspersonen met de Nederlandse nationaliteit, tegen andere staten. Een voorbeeld van een arbitragezaak tussen een (op papier) in Nederland gevestigde investeerder en een verdragsluitende partij is ISOLUX INFRASTRUCTURE NETHERLANDS B.V. V. SPAIN, gestart in 2013. Isolux was meerderheidsaandeelhouder in verschillende bedrijven die zich in Spanje richtten op zonne-energie. Volgens Isolux hadden deze bedrijven veel geïnvesteerd op basis van de tot 2012 in Spanje geldende terugleververgoeding. Deze vergoeding garandeerde een hogere elektriciteitsprijs voor zonne-energie dan de algemene marktprijs. Spanje schafte deze regeling in 2012 echter af, wat de verwachte inkomsten voor veel projecten sterk beïnvloedde. Isolux diende een claim op basis van artikel 10 (eerlijke en gelijke behandeling) en 13 (onteigening) van ECT, en eiste € 80 miljoen schadevergoeding van de Spaanse Staat.
Het arbitragetribunaal onder het Arbitrage-instituut van de Kamer van Koophandel in Stockholm (SCC) wees beide claims af. Isolux had volgens het tribunaal op het moment van de investeringen voldoende kennis van de toekomstige ontwikkelingen op het gebied van de terugleververgoeding, die destijds reeds deels was aangepast en waarvoor verdere aanpassingen werden onderzocht. Ook maakten de zonne-energieactiviteiten van Isolux na de Spaanse maatregelen nog zodanig winst dat niet kon worden gesteld dat men alle economische waarde van de investeringen had verloren, en was er dus geen sprake van (indirecte) onteigening.

## Kritiek
Het energiehandvestverdrag is inhoudelijk nauwelijks aangepast sinds de jaren 90. Dit heeft geleid tot een vraag om hervormingen van het verdrag vanuit onder andere de EU, om het verdrag beter te laten aansluiten bij hedendaagse kwesties. In de praktijk zijn volgens een intern rapport door voormalig assistent secretaris-generaal van ECT, Masami Nakata, hervormingen lastig te realiseren vanwege de uiteenlopende belangen van de verdragsluitende partijen, terwijl voor aanpassingen een unanieme overeenstemming nodig is.
Sommige non-profitorganisaties uiten kritiek op ECT. Corporate Europe Observatory wijst onder meer op:
- Een gebrek aan transparantie: arbitragezaken onder ECT zijn niet standaard openbaar.
- Een deel van het beperkte aantal aangestelde arbiters heeft in andere ECT-zaken zelf ook als advocaat opgetreden, wat een schijn van belangenverstrengeling kan wekken.
- Volgens Corporate Europe Observatory zouden mogelijke claims overheden ervan weerhouden om maatregelen in het publieke belang door te voeren. Daarbij wordt met name gewezen op het mogelijk in stand houden van de fossiele energiesector. (De meerderheid van de openbare arbitragezaken tot 2020 had overigens betrekking op investeringen in hernieuwbare energie).[10]
- ECT is vatbaar voor claims vanuit brievenbusmaatschappijen. Bedrijven uit landen die niet het energiehandvestverdrag hebben getekend, kunnen via een bedrijf met soms alleen een postadres in een verdragsluitend land toch claims indienen. Dit geldt ook voor bedrijven die het land waar zij van oorsprong gevestigd en actief zijn willen aanklagen, via een in een ander verdragsluitend land opgezette dochtermaatschappij. Zo hebben vrijwel alle Nederlandse bedrijven die onder ECT een arbitragezaak hebben aangespannen, in feite weinig binding met Nederland.

Er bestaat verder een situatie waarin zowel EU-lidstaten als de EU als geheel het energiehandvestverdrag hebben ondertekend. De Europese Commissie vindt dat ECT-arbitragezaken geen betrekking zouden moeten hebben op intra-EU-geschillen. Dit zou namelijk de autonomie van het Europese rechtssysteem aantasten. Arbitragetribunalen stellen echter dat dit niet uit het verdrag is op te maken en dat EU-lidstaten die het verdrag hebben ondertekend daarom ook als volwaardig zelfstandige verdragsluitende partijen gerekend dienen te worden.
Daarnaast botst het Energiehandvest volgens o.a. voormalig Hoofd Energie-efficiëntie van ECT Yamina Saheb met de klimaatdoelstellingen van het Akkoord van Parijs, en kan het de Europese Green Deal ondermijnen, omdat de dreiging van hoge claims overheden er mogelijk van kan weerhouden om maatregelen te nemen tegen de fossiele sector. De Europese Commissie heeft mede daarom een voorstel gedaan om het energiehandsvest te moderniseren. In een uitspraak van 2 september 2021 oordeelde het Hof van Justitie van de Europese Unie dat het Energiehandvestverdrag niet kan worden gebruikt in rechtszaken tussen landen en bedrijven binnen de EU, omdat het verdrag daardoor de autonomie van de Europese rechtspraak ondermijnt.